# حزب طريق الأرض
حزب طريق الأرض (بالعبرية: דרך ארץ‏) (ديريخ إيريتس) هو حزب سياسي يميني وسطي في إسرائيل.
تأسس في مارس 2020 على يد تسفي هاوزر ويوعاز هيندل بعد مغادرتهما حزب تيليم.

## تاريخ
في 2 مارس 2020، أجريت انتخابات للكنيست الثالثة والعشرين، حيث ترشح تسفي هاوزر ويوعاز هيندل للكنيست كجزء من حزب تيليم وتحالف أزرق أبيض الأكبر. وفي الانتخابات، حصل التحالف على 1,220,381 صوتًا و33 مقعدًا في الكنيست، مما يجعله ثاني أكبر كتلة برلمانية خلف حزب الليكود اليميني. [بحاجة لمصدر]
ورغم حصولهم على المركز الثاني، حصل تحالف “أزرق أبيض”، وزعيمه بيني غانتس، على توصيات أغلبية أعضاء الكنيست لتشكيل الحكومة. ومع ذلك فإن الكثيرين في التحالف، بما في ذلك هاوزر وهيندل، يخشون تشكيل حكومة أقلية بدعم من القائمة المشتركة. وبعد تلقي التوصيات، أعطى الرئيس رؤوفين ريفلين رسميا لغانتس تفويضا بتشكيل الحكومة.  ولتحقيق هذه الغاية، بدأ غانتس مفاوضات لتشكيل حكومة وحدة مع بنيامين نتنياهو وحزبه الليكود. رداً على هذا التطور، تقدم حزب هناك مستقبل، وهو حزب وسطي في تحالف أزرق أبيض بقيادة يائير لابيد، وحزب يعالون تيليم، بطلب لفصل فصائلهما عن حزب أزرق أبيض. تقدم هاوزر وهيندل، اللذان دعما دخول التحالف إلى حكومة وحدة، بطلب الانفصال عن حزب تيليم. في 29 مارس 2020، وافقت لجنة الكنيست على انفصال هاوزر وهيندل عن تيليم، وتشكيل فصيل خاص بهما – ديريخ إيريتز "طريق الأرض". 
في 8 ديسمبر، أعلن كل من هاوزر وهيندل أنهما سينضمان إلى حزب الأمل الجديد الذي أسسه جدعون ساعر مؤخرًا.  ولم يتم تضمين أي منهما عندما تم الإعلان عن التحالف بين تحالفي “أزرق أبيض” و”الأمل الجديد” واستمرا في الانضمام إلى “يمينا” في تحالف يسمى “الروح الصهيونية” والذي تم الإعلان عنه في 27 يوليو 2022.  وانتهى التحالف في أوائل سبتمبر عندما انقسم الحزبان.  أعلن هيندل وهاوزر في 13 سبتمبر أن الحزب لن يترشح لانتخابات عام 2022. 

## القادة
| قائد | قائد | قائد        | تولى منصبه | ترك المكتب |
| ---- | ---- | ----------- | ---------- | ---------- |
|      |      | يوعاز هيندل | 2020       | حاضر       |
|      |      | تسفي هاوزر  | 2020       | حاضر       |

## أعضاء الكنيست
| فترة الكنيست | أعضاء | المجموع               |
| ------------ | ----- | --------------------- |
| 2020-2021    | 2     | يوعز هندل، تسفي هاوزر |
| 2021-2022    | 1     | تسفي هاوزر            |

## نتائج الانتخابات
| انتخاب | قائد                   | الأصوات               | %                     | مقاعد   | حالة |
| ------ | ---------------------- | --------------------- | --------------------- | ------- | ---- |
| 2020   | يوعاز هيندل تسفي هاوزر | جزء من الأزرق والأبيض | جزء من الأزرق والأبيض | 2 / 120 |      |
| 2021   | يوعاز هيندل تسفي هاوزر | جزء من الأمل الجديد   | جزء من الأمل الجديد   | 1 / 120 |      |